# Welcome (Karolina Północna)
Welcome – jednostka osadnicza w Stanach Zjednoczonych, w stanie Karolina Północna, w hrabstwie Davidson.